# あまばん
V-airあまばんは、エフエム山陰が開催するアマチュアミュージシャンのコンテスト。毎週日曜日18:00～18:30（再放送 毎週日曜日 24:00~24:30）にエフエム山陰でラジオ番組を放送。毎年10月～翌年3月までに30分のレギュラー番組を放送し、最終回は55分に拡大しグランプリ大会の模様を放送。

## 概要
- 山陰のアマチュアミュージシャンを応援する企画。
- 3月に行われるグランプリ大会に向けて、エントリーされた歌詞のあるオリジナル曲を番組で紹介している。
- グランプリ大会のみ55分拡大版としてオンエアされている。

## ナビゲーター
- 稲田茂（エフエム山陰アナウンサー）

## 過去の出演者
- 山上ジュン
- 山本恭司（第10回シーズンでのスーパーバイザー）
- Official髭男dism（「愛なんだが・・・」で第13回大会のグランプリを受賞）
- チャラン・ポ・ランタン